# Buslijn N (Haaglanden)
Buslijn N van HTM was driemaal een buslijn in de regio Haaglanden, in de Nederlandse provincie Zuid-Holland.

## Geschiedenis

### 1927
- 23 mei 1927: De eerste instelling van lijn N vond plaats als zomerlijn op het traject Hobbemaplein - Zwembad Zuiderpark. De lijnkleur was blauw.
- 31 augustus 1927: Lijn N werd opgeheven.

### 1929-1931
- 15 juli 1929: De tweede instelling van lijn N vond plaats als zomerlijn op het traject Kijkduin - Loosduinen. De lijnkleur was bruin.
- 1 september 1931: Lijn N werd opgeheven. Het traject werd overgenomen door de busmaatschappij VIOS.

### 1939-1955
- 1 december 1939: De derde instelling van lijn N vond plaats op het traject Vreeswijkstraat/Maartensdijklaan - station Hollands Spoor. De lijnkleur was grijs.
- 10 - 15 mei 1940: alle buslijnen reden niet vanwege de Duitse inval.
- 21 mei 1940: Lijn N werd buiten dienst gesteld wegens brandstofgebrek veroorzaakt door oorlogsomstandigheden.
- 22 september 1947: De dienst van lijn N werd hersteld, nu op het traject Vreeswijkstraat - Grote Markt.
- 3 november 1947: Het eindpunt Grote Markt werd voor een gedeelte van de ritten verlengd naar Potgieterlaan/Laan van Nieuw Oost Einde in Voorburg. Op 21 april 1948 werd dit het eindpunt voor alle ritten.
- 1 november 1952: Het eindpunt Vreeswijkstraat werd verlegd naar Veenendaalkade/Lopikstraat.
- 31 oktober 1955: Lijn N werd opgeheven in het kader van de wijziging van alle Haagse buslijnnummers van letters in cijfers. Het traject werd overgenomen door lijn 25.